# Dvorana Gradski vrt
La Dvorana Gradski vrt est un complexe omnisports situé à Osijek en Croatie. Inauguré le 28 décembre 2008, il est construit pour le championnat du monde masculin de handball 2009 et est depuis principalement utilisé pour les rencontres de handball et de basket-ball.
Le complexe dispose de 7 salles dont deux avec des sièges pour les spectateurs dont la plus grande a une capacité de 3 538 places (4 438 places en configuration basketball) et la plus petite de 1 770 places. De plus, le complexe sera composé de la plus grande piste d'athlétisme intérieure du pays.

## Niveaux du bâtiment
- Rez-de-chaussée - Niveau ± 0,00 (Salles A, C, D, G, H, saunas, vestiaires, sanitaires, médecine du sport, boutiques, cafés, soutien technique, personnel, etc.)

- Étage 1 - Niveau 5,00 (Salle B, club de sport locaux, VIP, presse, café, hall d'entrée, des galeries, des installations sanitaires, etc.)

- Étage 2 - Niveau 9,00 (athlétisme tunnel (F), le support technique, personnel, etc.)

- Étage 3 - Niveau 12,00 (Sport commentateur galerie, TV, appui technique)

La surface brute de l'ensemble est complexe 18 590 mètres carrés.

## Dimensions des salles
- Grande salle (A - 35 × 50 m)
- Les petites salles (C, D - 2 × 22 × 16 m)
- Salle de gym (G - 10,25 × 9,6 m)
- Aérobic et Fitness (H - 9,2 × 9,6 m) et des saunas avec une petite piscine (18,5 × 10,6 m) des vestiaires, des sanitaires, de médecine du sport, de contrôle du dopage, etc., sont mis sur le niveau du sol ± 0,00.
- Salle de basket-ball (B - 30 × 42 m)
- Tunnel d'athlétisme (F - 87 × 12 m)

L'exception des manifestations sportives ce complexe sera l'hôte de tous les types de divertissement, culturels et d'événements médiatiques ainsi que des expositions.

## Histoire
- 11 octobre 2006 : début construction
- 28 décembre 2008 : ouverture
- 17 au 22 janvier 2009 : tour préliminaire du Championnat du monde masculin de handball 2009

## Galerie

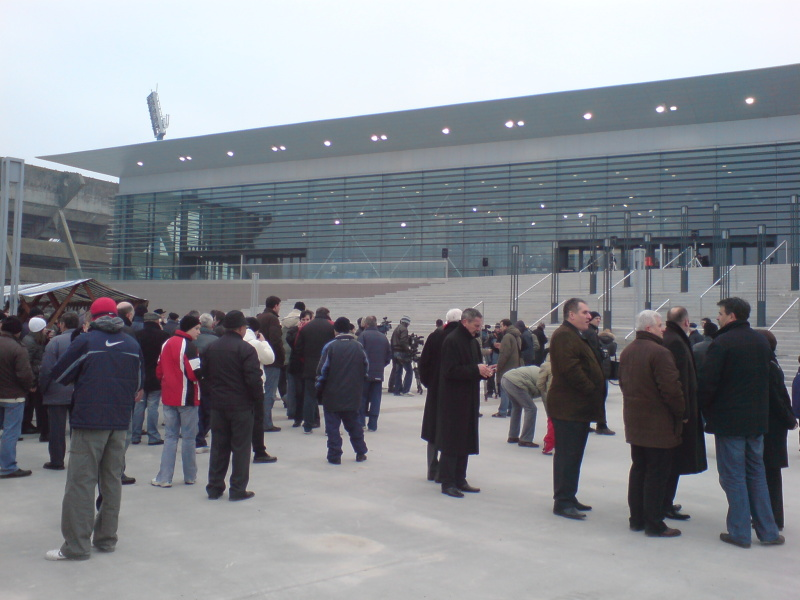
Dvorana Gradski vrt - jour de l'ouverture 2008-12-28
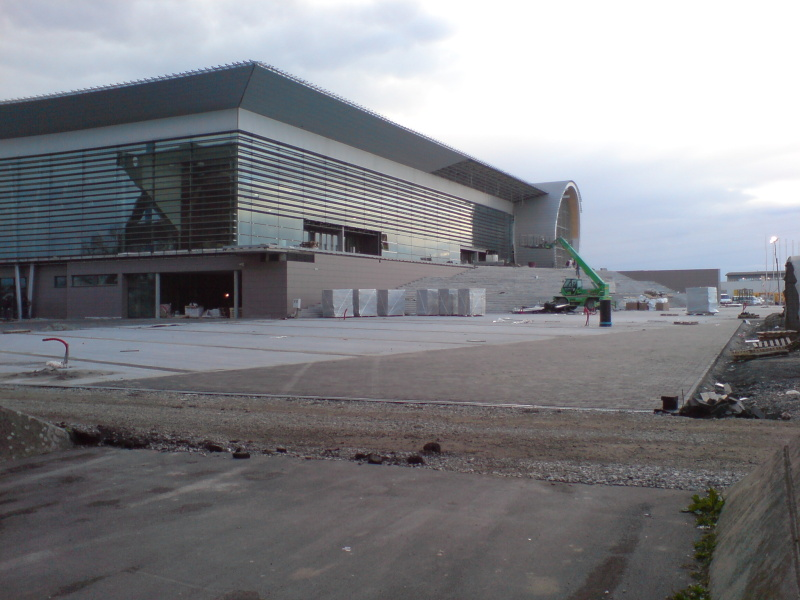
Novembre 2008
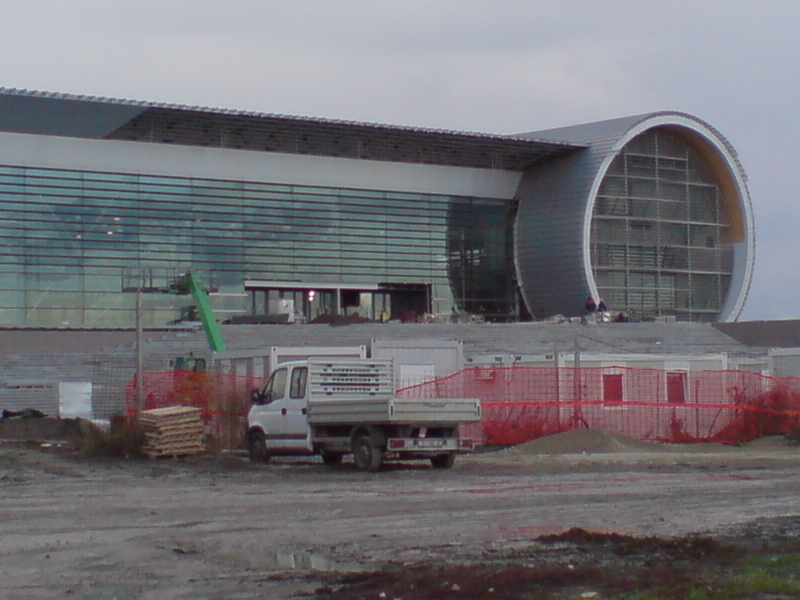
Novembre 2008
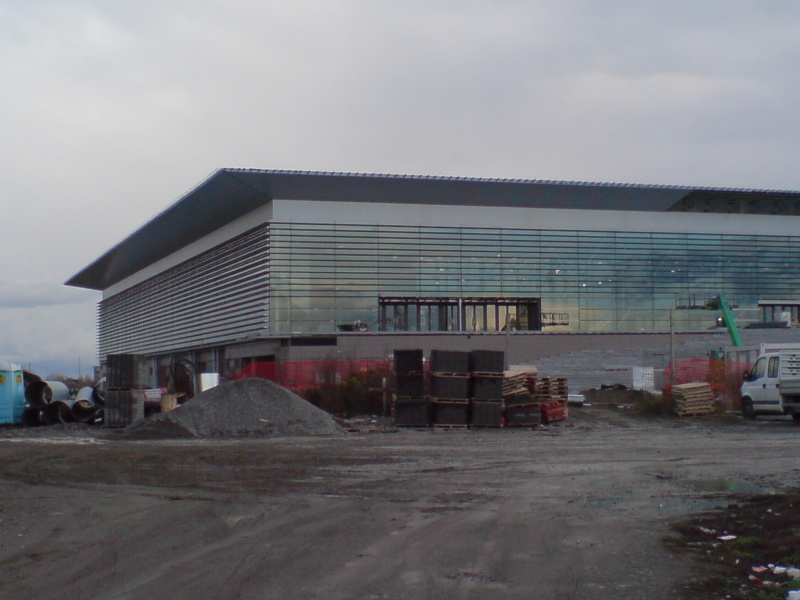
Novembre 2008
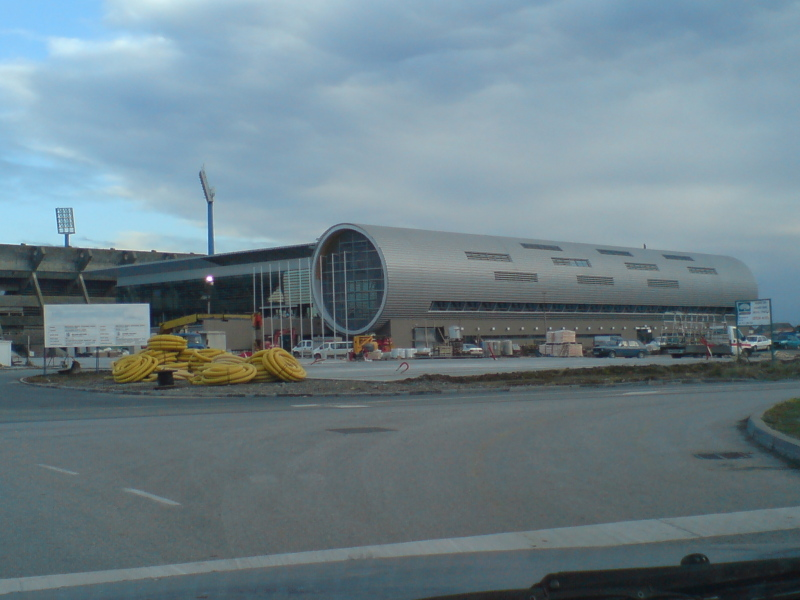
Novembre 2008
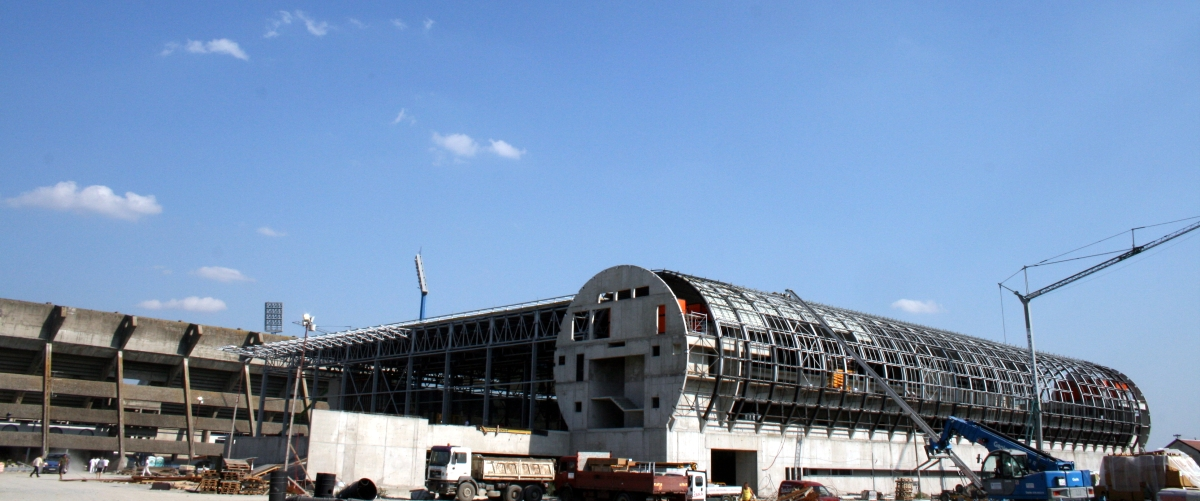
Août 2008